# Symposiachrus brehmii
Symposiachrus brehmii е вид птица от семейство Monarchidae. Видът е застрашен от изчезване.

## Разпространение
Видът е разпространен в Индонезия.